# Incident du rassemblement de Donald Trump à Las Vegas en 2016
« Tentative d'assassinat de Donald Trump en 2016 » redirige ici. Pour les autres tentatives d'assassinat de Donald Trump, voir Tentative d'assassinat de Donald Trump en 2024.
L'incident du rassemblement de Donald Trump à Las Vegas en 2016 est survenu le 18 juin 2016 lors du rallye pour le candidat à la présidentielle Donald Trump à Las Vegas, dans le Nevada, aux États-Unis lorsque Michael Steven Sandford a tenté de saisir le pistolet d'une policière métropolitaine de Las Vegas assurant la sécurité de l'événement. Lors de son arrestation et après avoir renoncé à ses droits Miranda, Sandford a affirmé qu'il avait souhaité tuer Trump pour l'empêcher de devenir président. Sandford a été accusé de conduite désordonnée et d'être un « étranger illégal en possession d'une arme à feu » pour avoir précédemment loué un pistolet dans un champ de tir. Le 13 septembre 2016, il a plaidé coupable aux deux chefs d'accusation. Sandford a été condamné à 12 mois et un jour d'emprisonnement, puis libéré et expulsé vers le Royaume-Uni après 11 mois de détention.
Sandford, un citoyen britannique, avait de longs antécédents de troubles mentaux et l'incident a suscité des critiques sur les soins de santé mentale au Royaume-Uni. Bien que l'incident n'ait pas bénéficié d'une couverture médiatique soutenue aux États-Unis, il a fait l'objet d'un documentaire commandé par la British Broadcasting Corporation en février 2017.

## Contexte
Sandford a voyagé du Royaume-Uni aux États-Unis pour des vacances prolongées au début de l'année 2015. En juin 2016, il a acquis un billet pour l'événement de la campagne de Trump (en), réservant également un billet pour un rassemblement qui se tiendra à Phoenix, en Arizona, plus tard le même jour.

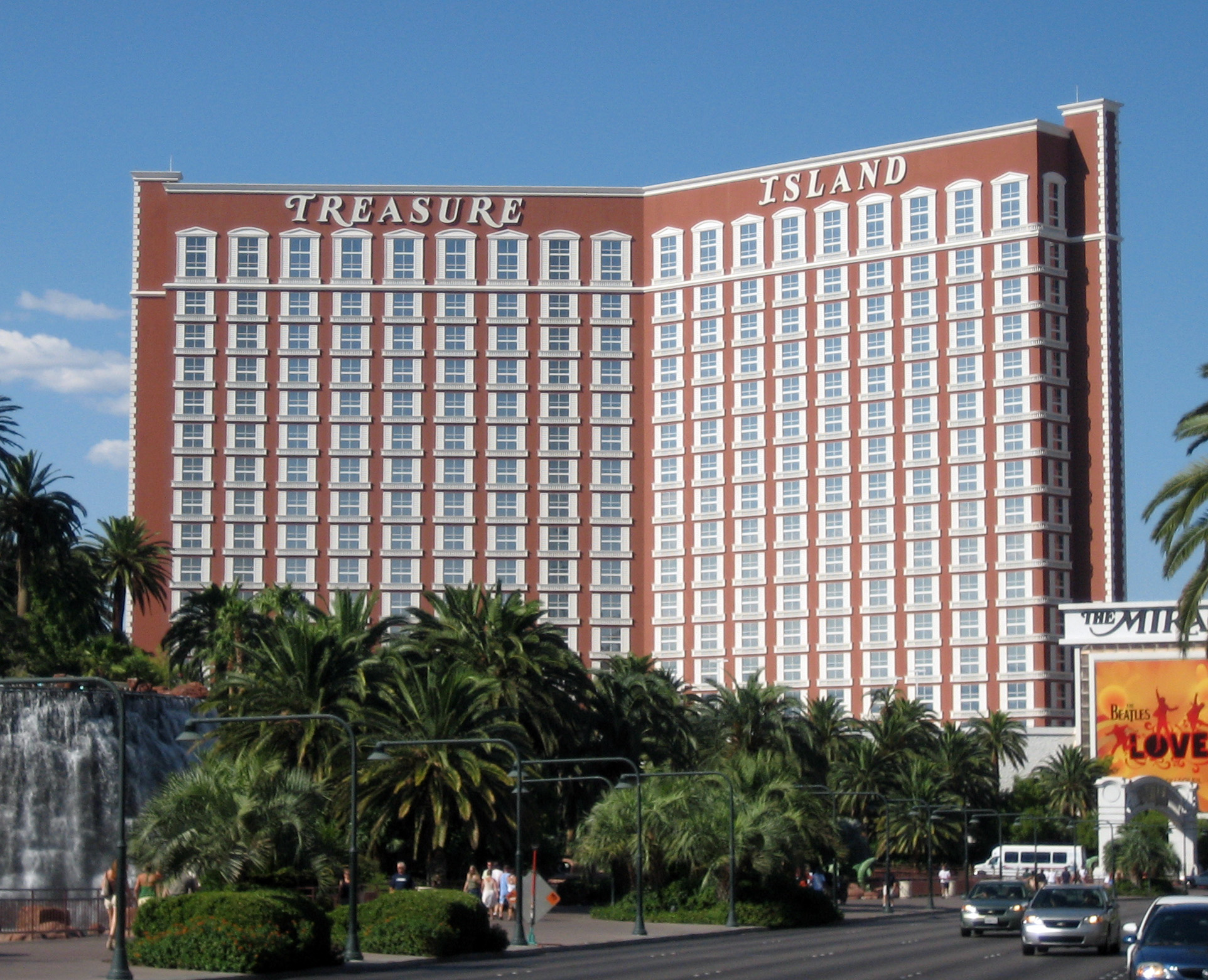
Le Treasure Island Hotel and Casino, le lieu de l'incident.

Le 16 juin 2016, Sandford s'est rendu à Las Vegas, où il a visité un stand de tir pour s'entraîner avec un pistolet 9 mm Glock 17 loué. C'était la première fois que Sandford tirait avec une arme à feu ; l'agent de sécurité du champ de tir qui l'a aidé l'a décrit comme «pas un bon tireur». Parce que Sandford avait dépassé son visa, la location d'une arme à feu à lui était illégale.
Dans la soirée du 17 juin, Sandford a rejoint une file d'attente au Treasure Island Hotel and Casino pour le rassemblement du lendemain. À 9 h 0 le matin suivant, les quelque 1 500 participants au rassemblement ont été autorisés à entrer dans le Théâtre Mystère (en). L'événement était sous la protection des services secrets des États-Unis et des magnétomètres ont été utilisés pour détecter toutes les armes apportées dans le lieu.

## Incident
À 11 h 35, alors que Trump parlait, Sandford a remarqué qu'Ameel Jacob, un officier de police du département de police métropolitain de Las Vegas qui assurait la sécurité de l'événement, semblait avoir son pistolet 9 mm Glock 17 déverrouillé dans son étui. Sandford s'est approché de Jacob, qui se trouvait à environ neuf mètres de la scène où Trump parlait, et l'a engagé dans une conversation, disant qu'il voulait l'autographe de Trump. Tout en parlant à Jacob, Sandford «s'est penché pour essayer de retirer l'arme de l'officier, mais elle s'est coincée dans son étui». Sandford a été immédiatement soumis et arrêté par Jacob et deux autres policiers. Sandford a été décrit comme apparaissant «confus» au moment de son arrestation. Les policiers sont largement équipés d'étuis de rétention qui empêchent leur arme à feu de se déverrouiller jusqu'à ce qu'un mécanisme de libération ait été engagé. Dans de nombreux cas, des dispositifs de rétention supplémentaires sont utilisés autres que la sangle en cuir typique ou le capuchon rotatif qui recouvre le dessus de l'arme de poing.
Après avoir été placé en détention par le département de la police métropolitaine de Las Vegas, Sandford a été remis aux services secrets des États-Unis. Après avoir accepté de renoncer à ses droits Miranda, Sandford a été interrogé par deux agents spéciaux, au cours desquels il a déclaré que son intention avait été de «tuer Trump», que «s'il était dans la rue demain, il essaierait à nouveau», et il préparait la tentative «depuis environ un an». Sandford a déclaré aussi qu'il avait seulement prévu pouvoir tirer «un à deux» coups de feu et qu'il s'était attendu à avoir été tué.

## Procédures judiciaires ultérieures
Après son arrestation, Sandford a été détenu au centre de détention du sud du Nevada. En raison de ses problèmes de santé mentale, Sandford a été maintenu à l'isolement et mis à plusieurs reprises sous surveillance suicidaire. Le 20 juin 2016, une plainte a été déposée auprès du tribunal de district des États-Unis pour le district du Nevada (en) accusant Sandford d'avoir commis un acte de violence sur un terrain restreint. Sandford a comparu devant un tribunal de district du Nevada (en) le 20 juin 2016, où il a été accusé d'avoir commis un acte de violence sur un terrain restreint. Le défenseur public de Sandford, Heather Fraley, a fait valoir que Sandford devrait être libéré sous caution dans une maison de transition étant donné son absence de casier judiciaire, mais le juge George Foley Jr. lui a refusé la libération sous caution au motif qu'il présentait un risque de fuite et était un danger potentiel pour la communauté. Le 29 juin, un grand jury fédéral a inculpé Sandford de trois crimes : deux chefs d'«étranger illégal en possession d'une arme à feu» et un chef d'«entrave et perturbation du bon conduite des affaires gouvernementales et des fonctions officielles». Chaque chef d'accusation était passible d'une peine maximale de 10 ans d'emprisonnement et d'une amende de 250 000 $. Immigration and Customs Enforcement des États-Unis a également émis un arrêt contre Sandford concernant une violation de l'immigration.
Sandford a été interpellé sur les trois chefs d'accusation le 7 juillet 2016, plaidant non coupable pour chacun. Son procès a été fixé au 22 août 2016. L'avocat britannique de la famille Sandford, Saimo Chahal (en) de Bindmans (en), a demandé que le procès soit ajourné pour permettre la présentation de « preuves psychologiques et psychiatriques » en faveur du rapatriement de Sandford au Royaume-Uni pour y recevoir un traitement pour une maladie mentale. Par la suite, à la demande de sa famille, Sandford a signé un accord de plaidoyer qui a réduit sa peine maximale de 20 ans à 27 mois et protégé Sandford de toutes charges supplémentaires découlant de l'enquête tout en renonçant au droit de Sandford d'interjeter appel. Le 13 septembre 2016, Sandford a plaidé coupable devant le tribunal de district des États-Unis pour le district du Nevada à des accusations d'être un étranger illégal en possession d'une arme à feu (cela concerne l'arme à feu qu'il avait louée le 16 juin 2016 pour pratique sur un stand de tir) et entravant et perturbant le bon déroulement des affaires gouvernementales et des fonctions officielles, en déclarant : «J'ai essayé de prendre une arme à feu à un policier pour tirer sur quelqu'un avec, et je plaide coupable». Une troisième charge d'être un étranger illégal en possession d'une arme à feu a été abandonnée. Sandford s'est excusé pour ses actions en déclarant: "Je sais que dire désolé ne suffit pas. Je me sens vraiment très mal à propos de ce que j'ai fait. J'aimerais qu'il y ait un moyen d'améliorer les choses. J'ai coûté tellement d'argent aux contribuables. Je me sens mal." Sandford a déclaré n'avoir aucun souvenir de l'incident.
Sandford a été condamné lors d'une audience le 13 décembre 2016, à 12 mois et un jour d'emprisonnement. Il a été aussi condamné à une amende de 200 $ et requis d'entreprendre un programme de réhabilitation. Le juge de la peine, James C. Mahan (en), a reconnu les problèmes de santé mentale de Sandford, déclarant : «Je ne pense pas que vous ayez eu de la méchanceté dans votre cœur... Vous avez un problème médical... Je ne vous considère pas comme mal ou un sociopathe". Mahan a décrit l'incident comme une «cascade loufoque et folle» conduite par des «voix» que Sandford pensait entendre et a demandé à Sandford de «rester sous traitement». Les procureurs avaient requis une peine de 18 mois,.
Sandford a purgé la majeure partie de sa peine au centre de détention du sud du Nevada. Il a été placé à plusieurs reprises sous surveillance suicidaire et a déclaré qu'il était confiné dans sa cellule « la plupart du temps ». En janvier 2017, la mère de Sandford a déclaré que Sandford était harcelée par des «gardes et détenus soutenant Trump». En février 2017, Sandford a été transféré dans une autre prison. Sandford est devenu admissible à une libération anticipée en avril 2017 ; le mois suivant, il a été libéré de prison et expulsé vers le Royaume-Uni,.
Avant le premier voyage présidentiel de Trump au Royaume-Uni en juillet 2018, le ministère public britannique a demandé une ordonnance de prévention des crimes graves contre Sandford au motif qu'il représentait un « risque grave » pour Trump, cherchant à restreindre ses activités pendant la période de la visite. L'ordonnance a été contestée avec succès au nom de Sandford par Saimo Chahal de Bindmans qui a prouvé que le critère juridique ne pouvait être satisfait, ce qui a entraîné le rejet de la demande.

## Réaction et analyse
Trump a brièvement reconnu la bagarre dans son discours de campagne, déclarant: "Nous vous aimons, policiers. Merci. Merci, officiers", alors que Sandford était sorti de l'arène. Lorsque l'intervieweuse de Fox News, Maria Bartiromo, a interrogé Trump sur le fait que Sandford aurait dépassé son visa aux États-Unis, Trump a déclaré: "Eh bien, c'est ce qui se passe. Je veux dire, écoutez, nous n'avons pas de loi, nous n'avons pas d'ordre quand il s'agit de beaucoup de choses. Je veux dire, nous parlons juste d'immigration», et a spéculé qu'il y avait des «millions» de personnes aux États-Unis qui avaient dépassé leur visa.
L'incident a reçu peu de couverture dans les médias américains. Les journalistes et les commentateurs politiques ont attribué cela à sa nature "faiblement simpliste" et "mal conçue". Ils ont également suggéré que Trump et ses partisans ont refusé de tirer parti de l'incident politique, car «un homme blanc non musulman britannique ne correspondait pas à son récit de «menace»». The Oregonian a noté la courte phrase donnée à Sandford, suggérant que "les fonctionnaires américains [...] ne considèrent apparemment pas Sandford comme une menace." Écrit dans The Independent, Peter Walker a critiqué la décision d'incarcérer Sandford, estimant que «les autistes ne réagissent pas bien aux moyens de dissuasion, et c'est pourquoi [Sandford] n'aurait jamais dû passer un seul jour en prison [...] s'il avait été condamné au Royaume-Uni, Je n'ai aucun doute que cette punition aurait recommandé une ordonnance d'hôpital ou un conseil."
La BBC a produit un documentaire sur l'incident et diverses questions concernant la santé mentale et le traitement des personnes atteintes de troubles. Intitulé The Brit Who Tried to Kill Trump, il a été diffusé sur BBC Three sur BBC iPlayer, puis sur BBC One au Royaume-Uni le 29 janvier 2017. Le film critiquait les soins de santé mentale au Royaume-Uni, déclarant que «les ressources du NHS [sont] de plus en plus étirées par les coupures gouvernementales" et "Il y a aussi cette période de transition difficile vers 18 ans où quelqu'un passe des services pour jeunes aux services pour adultes et les gens peuvent se perdre dans le système".